# Ernst Helwing
Heinrich Christian Karl Ernst Helwing (* 4. Oktober 1803 in Lemgo; † 25. April 1875 in Berlin) war ein deutscher Historiker.
Ernst Helwing, Sohn des Hofbuchhändlers Leopold Helwing, studierte an der Berliner Universität Philologie, Geschichte und Erdkunde, vor allem unter Friedrich von Raumer und Carl Ritter, wurde 1825 promoviert und 1829 an der philosophischen Fakultät der Berliner Universität für das Fach Geschichte und Staatswissenschaften habilitiert. 1834 wurde er zum außerordentlichen und 1849 zum ordentlichen Professor ernannt.

## Familie
Helwing war mit einer geborenen Gräfin Pinto verheiratet. Mit ihr hatte er mindestens eine Tochter.

„Theilnehmenden Freunden die Nachricht von der am heutigen Tage um 10 Uhr Morgens erfolgten glücklichen Entbindung meiner lieben Frau, geb. Gräfin Pinto, von einem gesunden Töchterchen.
Berlin, 20. März 1845. / E. Helwing Dr., Professor an der Königl. Universität.“